# Norrtåg
Norrtåg — державна компанія, що належить ленам Норрботтен, Вестерботтен, Вестерноррланд та Емтланд у Швеції.
Підприємство володіє пасажирськими поїздами та організовує рух пасажирських поїздів.
«Norrtåg» контролює продаж квитків і укладає контракти з оператором, який займається фактичною експлуатацією поїздів (персонал і дозволи). Потяги курсують під торговою маркою «Norrtåg».
Norrtåg розпочав роботу в 2010 році на новій залізниці Ботніа, а в 2011 році перейняв до того часу фірмові послуги Mittnabotåget.
Потяги обслуговувалися Botniatåg (спільне підприємство SJ AB/DB Regio) до 20 серпня 2016 року, коли Tågkompaniet (тепер Vy Tåg) перебрала франшизу.
На початок 2020-х франшиза «Norrtåg» обслуговує 82 станції.

## Сервіс
На початок 2020-х працюють наступні маршрути:
- Лулео-Центральне — Кіруна
- Лулео-Центральне — Гапаранда
- Умео-Східне — Лулео-Центральне
- Умео-Східне — Гелльнеса та Ликселе
- Умео-Східне — Веннес
- Умео-Центральне — Сундсвалль-Центральний
- Сундсвалль-Центральний — Сторлієн

## Рухомий склад
На 2018 року франшиза Norrtåg працює з такими поїздами.
| Клас               | Фото                               | Тип | Макс швидкість | Макс швидкість | Вагонів | Кількість | Лінія                                                                          |
| Клас               | Фото                               | Тип | Км/год         | mph            | Вагонів | Кількість | Лінія                                                                          |
| ------------------ | ---------------------------------- | --- | -------------- | -------------- | ------- | --------- | ------------------------------------------------------------------------------ |
| X11                | X11 electric multiple unit         | EMU | 140            | 87             | 2       | 3         | Умео-Східне — Веннес у будні приміські послуги Вторинний рухомий склад, Регіна |
| X52E-2 Regina      | X52 Regina electric multiple unit  | EMU | 200            | 125            | 2       | 4         | Залізниця через Верхній Норрланд Залізниця Ботніа Мальмбанан (Лулео — Кіруна)  |
| X62 Coradia Nordic | X62 Coradia electric multiple unit | EMU | 180            | 112            | 4       | 12        | Залізниця Ботніа та Одальсбанан У вихідні Умео — Гельнес                       |
| Y31 Itino          | Y31 Itino diesel railcar           | DMU | 140            | 87             | 2       | 1         | Умео — Ликселе                                                                 |